# Nogodinidae
Nogodinidae är en familj av insekter. Nogodinidae ingår i överfamiljen Fulgoroidea, ordningen halvvingar, klassen egentliga insekter, fylumet leddjur och riket djur. Enligt Catalogue of Life omfattar familjen Nogodinidae 150 arter. 

## Bildgalleri

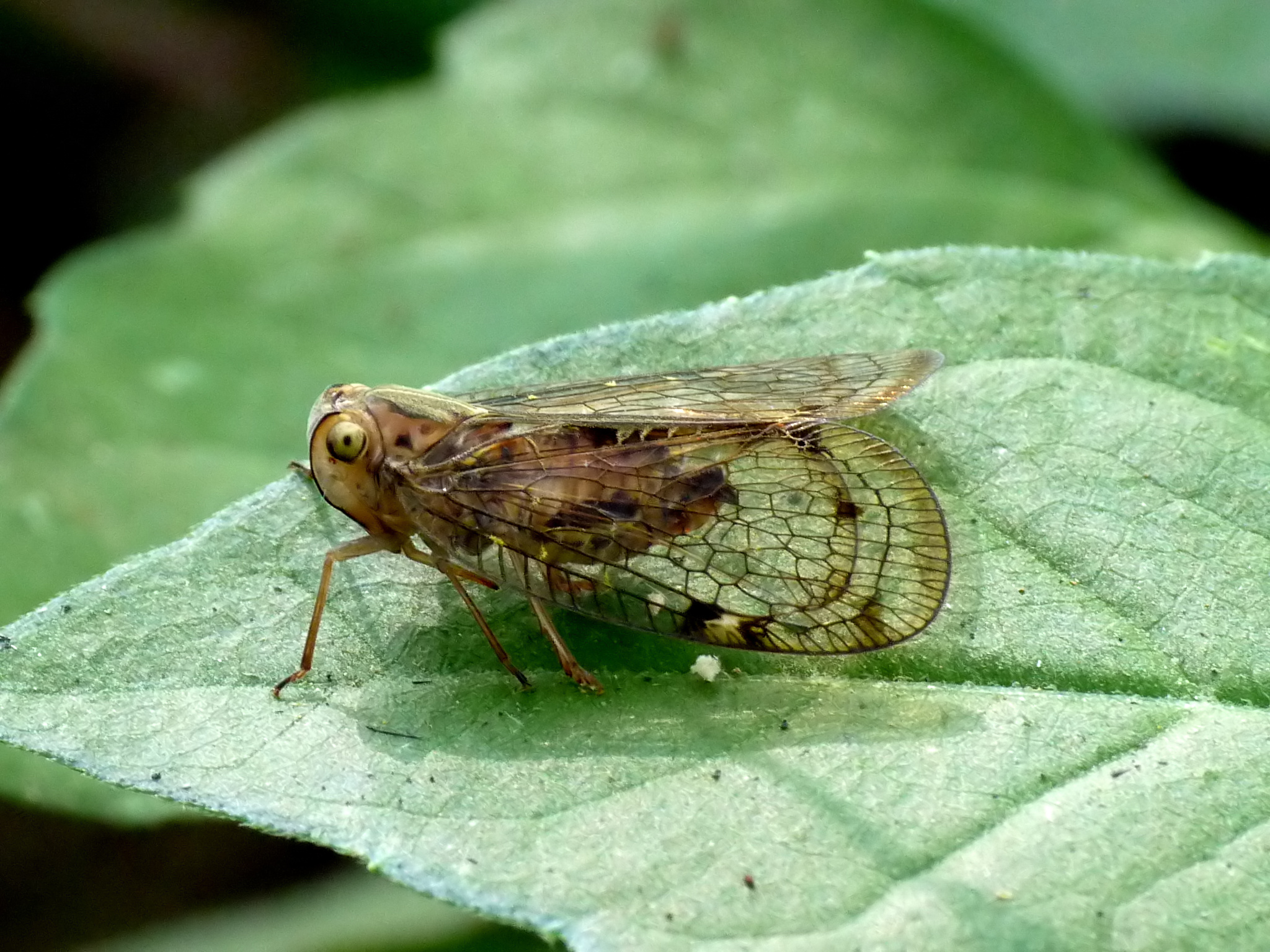

## Dottertaxa till Nogodinidae, i alfabetisk ordning[1]
- Afronias
- Biolleyana
- Bladina
- Colmadona
- Colpocara
- Conna
- Convarcia
- Criopaca
- Decoomana
- Detya
- Diazanus
- Elica
- Epacria
- Exphora
- Gaetulia
- Gamergaminmus
- Goniopsara
- Indogaetulia
- Laberia
- Lasonia
- Mindura
- Miriza
- Mithymna
- Monteira
- Morsina
- Neovarcia
- Nogodina
- Nurunderia
- Orthothyreus
- Osaka
- Paradetya
- Paralasonia
- Paravarcia
- Philbyella
- Pisacha
- Privesomorphus
- Probletomus
- Psiadiicola
- Pucina
- Riancia
- Salona
- Sassula
- Semestra
- Siopaphora
- Soaemis
- Stilpnochlaena
- Telmessodes
- Telmosias
- Varcia
- Varciella
- Varciopsis
- Vutina
- Xosias